# Deutsches Meisterschaftsrudern 2015
Das 126. Deutsche Meisterschaftsrudern wurde 2015 in Brandenburg an der Havel und Wiesbaden-Schierstein ausgetragen. Insgesamt gab es 17 Medaillenentscheidungen. Dabei wurden in insgesamt 10 Bootsklassen bei den Männern und 7 bei den Frauen Deutsche Meister ermittelt. Seit diesem Jahr waren Renngemeinschaften wieder allgemein zugelassen.

## Medaillengewinner

### Männer
| Bootsklasse                           | Gold | Silber | Bronze |
| ------------------------------------- | --- | --- | --- |
| Einer                                 | Stephan Krüger (ORC Rostock von 1956) | Marcel Hacker (RC Magdeburg) | Philipp Wende (SC DHfK Leipzig) |
| Doppelzweier                          | Rgm. Koblenzer RC Rhenania / Offenbacher RG Undine Timo Piontek Maximilian Fränkel                                                                                       | Rgm. TV 1877 Essen-Kupferdreh / RTHC Bayer Leverkusen Dominik Drüke Fabian Weiler | RC Hamm von 1890 Jonas Kell Niklas Kell |
| Zweier ohne Steuermann                | Rgm. RTHC Bayer Leverkusen / RV Treviris 1921 Trier Richard Schmidt Felix Drahotta                                                                                       | Rgm. Lübecker RG von 1885 / Schweriner RG von 1874/75 Maximilian Munski Hannes Ocik | Rgm. Crefelder RC 1883 / Berliner RC Anton Braun Kristof Wilke                                                                                              |
| Doppelvierer                          | Bremer SC Tim Knifka Nils Hülsmeier André Müller Malte Prohn | Rgm. Mainzer RV von 1878 / Limburger CfW Georg Schafft Johannes Lange Christian Scherhag Christoph Thiem                                                                                     | Stuttgarter RG von 1899 Christian Löffler Moritz Korthals Maximilian Hess Benjamin Bogenschütz                                                              |
| Vierer ohne Steuermann                | Rgm. Frankfurter RG Germania 1869 / Mühlheimer RV von 1911 Jonathan Koch Jonas Kilthau Sven Keßler Tobias Schad                                                          | Siegburger RV 1910 Patrik Stöcker Andre Ring Niklas Mäger Janek Schirrmacher | Frankfurter RG Germania 1869 Jan Kruppa Alexander Usen Moritz Bock Nico Merget                                                                              |
| Achter                                | Frankfurter RG Germania 1869 Fabian Bindenberger Dirk Marterer Markus Brich Maximilian Hinkel Moritz Bock Alexander Usen Jan Kruppa Nico Merget Max Schwartzkopff (Stm.) | Rgm. Siegburger RV 1910 / RTHC Bayer Leverkusen Patrik Stöcker Leon Lenzen Fabian Mimberg Janek Schirrmacher Heiner Schwartz Dominic Imort Fabian Weiler Felix Krane Sebastian Enders (Stm.) | Crefelder RC 1883 Achim Behrens Moritz te Neues Larus Melka Laurits Follert Jakob Gebel Michael Naß Jacob Schulte-Bockholt Lars Henning Denise Krins (Stf.) |
| Leichtgewichts-Einer                  | Konstantin Steinhübel (ARC Würzburg) | Moritz Moos (Mainzer RV von 1878) | Jonathan Rommelmann (Crefelder RC 1883) |
| Leichtgewichts-Doppelzweier           | Mainzer RV von 1878 Moritz Moos Jason Osborne | Rgm. Frankfurter RG Germania 1869 / RG Wetzlar Johannes Ursprung Wolf Eckhardt | RV Ingelheim 1920 Ruben Falkenburg Max Nitsche |
| Leichtgewichts-Zweier ohne Steuermann | Rgm. RC Allemannia von 1866 Hamburg / Frankfurter RG Germania 1869 Jonathan Koch Lars Wichert                                                                            | Rgm. RuS Steinmühle Marburg / RG Treis-Karden 1969 Lucas Schäfer Alexander Diedrich | Frankfurter RG Germania 1869 Jonas Kilthau Sven Keßler |
| Leichtgewichts-Vierer ohne Steuermann | Rgm. Mainzer RV von 1878 / Limburger CfW Janis Seidenfaden Claas Mertens Johannes Lange Christoph Thiem                                                                  | Rgm. Mannheimer RV Amicitia / RC Rheinfelden Simon Klüter Leon Joost Raphael Mühlpfort Sven Birkner                                                                                          | Rgm. RG Wiking Berlin / Berliner RC Lukas Oldach Edvin Novak Ferdinand Gäbel Carsten Borchardt                                                              |

### Frauen
| Bootsklasse                 | Gold | Silber | Bronze |
| --------------------------- | --- | --- | --- |
| Einer                       | Carina Bär (Heilbronner RG Schwaben) | Lisa Schmidla (Crefelder RC 1883) | Marie-Cathérine Arnold (Hannoverscher RC von 1880) |
| Doppelzweier                | Rgm. Hanauer RC Hassia / RV Saarbrücken Tina Christmann Anne Beenken | Rgm. Frankfurter RG Germania 1869 / Ulmer RC Donau Katrin Thoma Lena Müller                                                                                     | RV Saarbrücken Luisa Werner Anja Noske |
| Zweier ohne Steuerfrau      | Rgm. Hallesche Rvg. Böllberg-Nelson / Essen-Werdener RC Michaela Schmidt Ronja Schütte | Crefelder RC 1883 Sara Davids Miriam Davids | Rgm. Hallesche Rvg. Böllberg-Nelson / Rostocker RC von 1885 Anne Becker Julia Lepke |
| Doppelvierer                | Rgm. RC Magdeburg / RV Saarbrücken / Hanauer RC Hassia Carina Böhlert Anne Beenken Annika Jacobs Tina Christmann | Rgm. Frankfurter RG Germania 1869 / Ulmer RC Donau / RV Saarbrücken / RV Treviris Trier Katrin Thoma Kathrin Morbe Lena Müller Anja Noske                       | Rgm. RV Münster von 1882 / RV Ems-Jade-Weser / Svg. Scharnebeck / RC Witten Marie Verspohl Julia Eichholz Luisa Neerschulte Melanie Hansen                                                                                           |
| Achter                      | Rgm. Hanauer RC Hassia / Kettwiger RG von 1906 / Heidelberger RK 1872 / Stuttgarter RG von 1899 / Donau-RC Ingolstadt / Lauinger RuSC Donau / Bessel-RC Minden Isabel Taeuber Julia Barz Juliane Faralisch Svenja Leemhuis Sophie Oksche Svenja Schomburg Elisaveta Sokolkova Anna-Maria Brendel Nicola Flender (Stf.) | Lübecker RG von 1885 Birte Kirschstein Lena Fritze Klara Grube Lena Schröder Johanna Brast Karen Zantop Levke Gill Paula Vosgerau Larina Aylin Hillemann (Stf.) | Rgm. Mainzer RV von 1878 / Ulmer RC Donau / RG Speyer 1883 / Frankfurter RG Germania 1869 Anna Fechter Anna-Maria Götz Friederike Reißig Jill Tanger Karolina Farr Meike Dütsch Julia Hoffmann Maike Stanischewski Inga Thöne (Stf.) |
| Leichtgewichts-Einer        | Marie-Louise Dräger (ORC Rostock von 1956) | Anja Noske (RV Saarbrücken) | Leonie Pless (Frankfurter RG Germania 1869) |
| Leichtgewichts-Doppelzweier | Rgm. Frankfurter RG Germania 1869 / USV TU Dresden Clara Bergau Samantha Nesajda | Vegesacker RV Luise Asmussen Lisa Schneemann | ARC zu Münster Antonia Elke Maike Eckert |